# Список умерших в 1281 году
В этой статье представлен список известных людей, умерших в 1281 году.
См. также: Категория:Умершие в 1281 году

## Январь
- 17 января — Бруно фон Шауэнбург, богемский религиозный деятель немецкого происхождения, епископ Оломоуца (1245—1281), земский гетман Штирии (1262—1269).

## Февраль
- 16 февраля — Гертруда Гогенбергская — королева-консорт Германии (1273—1281), герцогиня-консорт Австрии и герцогиня-консорт Штирии (1278—1281), жена Рудольфа I.

## Март
- 20 марта — Чаби (65) — первая императрица-консорт Китая из династии Юань (1274—1281), жена Хубилая.
- 30 марта — Конрад фон Муре[нем.] — теоретик поэзии, живший в Цюрихе

## Апрель
- 4 апреля — Морис де Беркли[англ.] — барон Беркли (1243—1281)

## Июль
- 22 июля — Иоганн фон Эшштал[нем.] — епископ Кимзе (1279—1281)

## Август
- 23 августа — Жан III д'Энгиен[фр.] — князь-епископ Льежа (1274—1281)
- 24 августа — Гуглиелма Богемская[фр.] — основательница христианской секты в Милане.

## Сентябрь
- 10 сентября — Иоганн II — маркграф Бранденбург-Штендальский (1266—1281)
- 20 сентября — Рейнхард I[англ.] — сеньор Ханау, родоначальник дома Ханау

## Октябрь
- 5 октября — Харитина Литовская, святая Русской православной церкви, покровительница Литвы.
- 8 октября — Констанция Великопольская[англ.] — маркграфиня-консорт Бранденбурга (1266—1281), жена Конрада I

## Ноябрь
- 6 ноября — Айльерио[итал.] — архиепископ Неаполя (1266—1281)

## Декабрь
- 20 декабря — Хартманн фон Габсбург[нем.] — второй сын короля Германии Рудольфа I, граф Габсбург и Кибург, утонул в Рейне.
- 24 декабря — Генрих V Белокурый — Граф Люксембурга (1247—1281), маркграф Намюра (как Генрих II) (1256—1264), родоначальник династии Люксембургов

## Дата неизвестна или требует уточнения
- Абуль-Аббас аль-Мурси — александрийский святой суфий, чьим именем названа мечеть Эль-Мурси Абуль-Аббаса
- Мастер Адам[итал.] — флорентийский фальшивомонетчик, упомянутый в «Божественной комедии» Данте Алигьери.
- Альфонсо Фернандес эль-Ниньо, испанский дворянин, незаконнорожденный сын короля Кастилии Альфонсо X и Эльвиры Родригес де Вильяда; сеньор де Молина и Меса по праву жены (1272—1281).
- Анна Венгерская — императрица-консорт Византийской империи (1273—1281), жена Андроника II Палеолога.
- Анри II д'Авогур — граф де Пентьевр (1212—1230) (фактически до 1214), последний граф Трегье (1212—1214), первый сеньор д'Авогур (1234—1281), сеньор де Гоэлё (1212—1281).
- Владислав Опольский — Князь Калишский (1234—1244), князь Опольский и Рацибужский (1246—1281)
- Генрих II — граф Цвайбрюккена (1237—1281).
- Доннелл Ог О’Доннелл, король ирландского королевства Тирконнелл (Тир Конайлл) из династии О’Доннел (1258—1281).
- Йохн Мартинс[англ.] — епископ Луго (1277—1281)
- Намейсис — вождь (король) земгалов (1272—1281)
- Ринальдо д’Аквино — итальянский поэт
- Сюй Хэн — китайский философ-неоконфуцианец
- Эмих IV — основатель города Ландау-ин-дер-Пфальц
- Эртогрул — первый правитель Османского Emich IV.бейлика (1227—1281), отец основателя Османской династии Османа I